# Landry Bender
Landry Elizabeth Bender (Chicago, 3 de agosto de 2000) é uma atriz norte-americana, mais conhecida por seu papel como Rocki em Fuller House da emissora Netflix, também desempenhou o papel de protagonista em Best Friends Whenever do Disney Channel e um papel de apoio como Cleo Bernstein em Crash e Bernstein do Disney XD. Bender também já fez dublagens, como em A Guarda do Leão onde dubla a personagem Makini.

## Filmografia

### Televisão
| Ano       | Título                          | Papel                    | Notas                                                             |
| --------- | ------------------------------- | ------------------------ | ----------------------------------------------------------------- |
| 2011      | The Council of Dads             | Mykala Wells             | Elenco Principal                                                  |
| 2012-2014 | Crash & Bernstein               | Cleo Anastasia Bernstein | Elenco Principal                                                  |
| 2014      | Jake and the Never Land Pirates | Little Sister (voz)      | "The Singing Stones" (Temporada 3, Episódio 11)                   |
| 2014      | Fairest of the Mall             | Nikki                    | Filme de TV; Elenco principal                                     |
| 2015-2016 | Best Friends Whenever           | Cyd Ripley               | Protagonista                                                      |
| 2015      | Liv and Maddie                  | Cyd Ripley               | Participação especial; "Haunt-a-Rooney" (Temporada 3, Episódio 5) |
| 2015      | Lost in Oz                      | Dorothy Gale (voz)       | Protagonista                                                      |
| 2017-2019 | A Guarda do Leão                | Makini                   | Dublagem                                                          |
| 2017-2020 | Fuller House                    | Rocki                    | Papel recorrente                                                  |
| 2019      | Looking for Alaska              | Sara                     | Elenco principal                                                  |
| 2021      | The Republic of Sarah           | Bella                    | Papel principal                                                   |

### Cinema
| Ano  | Título       | Papel          | Notas            |  |
| ---- | ------------ | -------------- | ---------------- |  |
| 2011 | The Sitter   | Blithe Pedulla | Elenco Principal |  |
| 2015 | A World Away | Zoey           | Elenco principal |  |